# Medaglia per il giubileo dei 60 anni della vittoria della grande guerra patriottica del 1941-1945 (Kazakistan)
La medaglia per il giubileo dei 60 anni della vittoria della grande guerra patriottica del 1941-1945 è un premio statale del Kazakistan.

## Storia
La medaglia è stata istituita il 14 settembre 2004.

## Assegnazione
La medaglia viene assegnata a:
- militari e civili che hanno combattuto nelle file delle Forze Armate dell'URSS e che hanno partecipato ai combattimenti nella Grande Guerra Patriottica, uomini e membri di organizzazioni clandestine che operarono nella Grande Guerra Patriottica nei territori temporaneamente occupati dell'Unione Sovietica, al personale militare e civile che ha servito nella Grande Guerra Patriottica nelle Forze Armate dell'URSS, persone premiati con la medaglia per la vittoria sulla Germania nella grande guerra patriottica 1941-1945 oppure con la medaglia per la vittoria sul Giappone;
- agli insigniti viventi delle seguenti medaglie: medaglia al merito del lavoro durante la grande guerra patriottica del 1941-1945, medaglia al valore del lavoro, medaglia per distinzione nel lavoro, medaglia per la difesa di Leningrado, medaglia per la difesa di Mosca, medaglia per la difesa di Odessa, medaglia per la difesa di Sebastopoli, medaglia per la difesa di Stalingrado, medaglia per la difesa del Caucaso e medaglia per la difesa del Transartico sovietico;
- persone che hanno lavorato nel periodo dal 22 giugno 1941 al 9 maggio 1945 per non meno di sei mesi, escluso il periodo di lavoro in territori temporaneamente occupati;
- minorenni prigionieri nei campi di concentramento, ghetti e in altri luoghi di detenzione istituiti dai nazisti e dai loro alleati

## Insegne
- La  medaglia era di ottone. Il dritto recava l'immagine in rilievo dell'Ordine della Vittoria con in basso, le date "1945-2005". Il rovescio recava l'iscrizione su sette righe "1941-1945 жж. Ұлы Отан соғысындағы Жеңіске 60 жыл" all'interno di una corona d'alloro.
- Il  nastro era rosso con sui bordi il nastro dell'Ordine di San Giorgio.